# Nicolaus Kratzer
Nicolaus Kratzer (anglais : Nicholas Kratzer, v. 1487, Munich – ap. 1550), est un mathématicien, astronome et horloger bavarois. L'essentiel de sa carrière s'est déroulée en Angleterre, où il est nommé astronome royal à la cour de Henri VIII.

## Biographie
Né à Munich, Kratzer arrive en Angleterre en 1516 et intègre par lui-même le cercle artistique et scientifique gravitant autour de Sir Thomas More. Kratzer initie les enfants de More aux mathématiques et à l'astronomie et More l'introduit à la cour ainsi qu'il l'a fait pour leur ami commun Hans Holbein. De la même manière que Holbein, les talents de Kratzer lui permettent d'obtenir une position dans la cour en tant qu'astronome et horloger du roi.
Kratzer a également collaboré avec Holbein pour la production de cartes, celui-ci lui peignant en retour un portrait en 1528, désormais visible au Musée du Louvre. Il dépeint l'homme entouré de ses outils. Sa relation intime avec Holbein et More peut également être observée par ses annotations sur l'esquisse d'Holbein pour le portait de More et sa famille. Kratzer identifie les différents membres de la famille (notamment Henry Patenson) et leur âge pour l'ami de More, le théologien Érasme.